# Il gatto dagli occhi di giada
Il gatto dagli occhi di giada è un film del 1977 diretto da Antonio Bido.

## Trama
A Roma, Mara, attrice di cabaret, assiste all'omicidio del farmacista Dezzan, senza riuscire a identificare il colpevole. La notte successiva solo il caso la salva dall'assassino, entrato in casa sua. Decide di trasferirsi da Lukas, ingegnere e suo ex fidanzato, a cui manifesta la propria preoccupazione.
Mentre i due riallacciano la relazione amorosa, il misterioso omicida elimina altre due persone, che si scoprono legate, come Dezzan, alla città di Padova. Lukas, ossessionato dal caso e improvvisatosi detective, riceve una telefonata del vicino di casa Giovanni Bozzi, più volte minacciato telefonicamente e scampato a un tentato omicidio in un garage, che lo invita a recarsi a Padova per rivelargli scottanti particolari che si celano dietro la sequenza di delitti.
Quando Lukas, accompagnato da Mara, arriva nella città veneta, Bozzi è già stato ucciso. Interrogando alcuni parenti delle vittime, Lukas scopre che le persone brutalmente assassinate consegnarono ai tedeschi, negli anni della seconda guerra mondiale, la famiglia di un giudice ebreo.
Proprio il giudice era riuscito a riunire le future vittime in una giuria popolare, nel processo a un certo Pasquale Ferrante, ingiustamente accusato di omicidio. Quando quest'ultimo evase, Carlo, il figlio del giudice, ebbe l'idea di vendicarsi dei traditori d'un tempo, sperando di far convergere i sospetti su Ferrante.
Lukas, Mara e Carlo si ritrovano nello studio del giudice. Carlo vuole completare la serie delittuosa con l'omicidio di Lukas e Mara, ma il giudice, pentito di aver avallato il piano criminoso del figlio, lo uccide per poi suicidarsi con la medesima pistola.

## Produzione
Pellicola realizzata con un budget ristretto, venne girata tra l'inverno e la primavera del 1976 ma ebbe problemi nel trovare una distribuzione (poi affidata al consorzio P.A.C.), ed arrivò nelle sale dopo oltre un anno.
Il film fu girato per gli interni negli studi Cave di Roma, e tra Roma, Tivoli e Padova per gli esterni.
La pellicola, ascrivibile al filone del giallo all'italiana, tanto in voga in quel periodo, ha un titolo zoonomico di stampo argentiano.
Inna Alexeievna, che interpreta il ruolo dell'anziana donna a cui Lukas si rivolge per avere informazioni circa il passato delle vittime, all'epoca in cui fu girato il film aveva compiuto 100 anni.
Antonio Bido tornera a cimentarsi con il genere l'anno successivo con il film Solamente nero.

## Distribuzione
Il film venne distribuito nel circuito cinematografico italiano il 6 agosto del 1977.